# División de Honor femenina de balonmano 2021-22
La División de Honor femenina de balonmano 2021-22, denominada por motivos de patrocinio Liga Guerreras Iberdrola, es la 65.ª edición de la competición de liga de la máxima categoría del balonmano femenino en España.

## Equipos
| Equipo                            | Localidad              | Estadio                                   |
| --------------------------------- | ---------------------- | ----------------------------------------- |
| Costa del Sol Málaga              | Málaga                 | Pabellón José Luis Pérez Canca            |
| Super Amara Bera Bera             | San Sebastián          | Polideportivo Municipal Bidebieta         |
| Caja Rural Aula Valladolid        | Valladolid             | Polideportivo Huerta del Rey              |
| Mecalia Atl. Guardes              | La Guardia             | Pabellón Municipal de A Sangriña          |
| Zonzamas Lanzarote                | San Bartolomé          | Pabellón Municipal Las Palmeras           |
| Zubileta Evolution Zuazo          | Baracaldo              | Polideportivo Municipal de Lasesarre      |
| KH-7 BM. Granollers               | Granollers             | Palacio de Deportes de Granollers         |
| BM Elche                          | Elche                  | Pabellón Municipal Carrús                 |
| Rocasa Gran Canaria               | Telde                  | Pabellón Insular Antonio Moreno           |
| Unicaja Banco Gijón               | Gijón                  | Pabellón de Deportes La Arena             |
| Conservas Orbe Rubensa BM Porriño | Porriño                | Pabellón Municipal de Porriño             |
| Balonmano Salud Tenerife          | Tenerife               | Pabellón Municipal del Barrio de la Salud |
| Club Balonmano Morvedre           | Sagunto                | Pabellón Polideportivo René Marigil       |
| Handbol Sant Quirze               | San Quirico de Tarrasa | Pabellón Municipal de Sant Quirze         |

## Clasificación
| Pos | Equipo                            | PJ | PG | PE | PP | GF  | GC  | Dif  | Pts |
| --- | --------------------------------- | -- | -- | -- | -- | --- | --- | ---- | --- |
| 1º  | Super Amara Bera Bera             | 26 | 24 | 1  | 1  | 813 | 578 | +235 | 49  |
| 2º  | Costa del Sol Málaga              | 26 | 20 | 1  | 5  | 771 | 638 | +133 | 41  |
| 3º  | Rocasa Gran Canaria               | 26 | 16 | 4  | 6  | 780 | 695 | +85  | 36  |
| 4º  | Unicaja Banco Gijón               | 26 | 17 | 1  | 8  | 721 | 667 | +54  | 35  |
| 5º  | Mecalia Atl. Guardes              | 26 | 16 | 3  | 7  | 726 | 644 | +82  | 35  |
| 6º  | BM Elche                          | 26 | 15 | 2  | 9  | 653 | 620 | +33  | 32  |
| 7º  | KH-7 BM. Granollers               | 26 | 15 | 2  | 9  | 781 | 709 | +72  | 32  |
| 8º  | Caja Rural Aula Valladolid        | 26 | 13 | 2  | 11 | 793 | 754 | +39  | 28  |
| 9º  | Zubileta Evolution Zuazo          | 26 | 10 | 4  | 12 | 698 | 696 | +2   | 24  |
| 10º | Conservas Orbe Rubensa BM Porriño | 26 | 10 | 2  | 14 | 691 | 725 | -34  | 22  |
| 11º | Club Balonmano Morvedre           | 26 | 7  | 1  | 18 | 581 | 724 | -143 | 15  |
| 12º | Handbol Sant Quirze               | 26 | 2  | 3  | 21 | 590 | 761 | -171 | 7   |
| 13º | Balonmano Salud Tenerife          | 26 | 2  | 1  | 23 | 613 | 812 | -199 | 5   |
| 14º | Zonzamas Lanzarote                | 26 | 0  | 3  | 23 | 609 | 797 | -188 | 3   |

## All Star
Cada año se elige a las mejores jugadoras y al mejor entrenador durante la temporada en cuestión. El equipo campeón de liga y el subcampeón (Super Amara Bera Bera y Costa del Sol Málaga) se repartieron gran parte de los premios. Este año, las mejores jugadoras son:

### 7 inicial
| 7 inicial               | Jugadora           | Equipo                   |
| ----------------------- | ------------------ | ------------------------ |
| Mejor extremo izquierda | Sole López         | Costa del Sol Málaga     |
| Mejor lateral izquierda | Paula Arcos        | Mecalia Atlético Guardés |
| Mejor central           | Silvia Arderius    | Costa del Sol Málaga     |
| Mejor pivote            | Eli Cesáreo        | Super Amara Bera Bera    |
| Mejor lateral derecha   | Malena Cavo        | Super Amara Bera Bera    |
| Mejor extremo derecho   | Maitane Etxebarria | Super Amara Bera Bera    |
| Mejor portera           | Merche Castellanos | Costa del Sol Málaga     |

### Otros galardones
| Galardones            | Jugadora                                   | Equipo                   |
| --------------------- | ------------------------------------------ | ------------------------ |
| MVP                   | Paula Arcos                                | Mecalia Atlético Guardés |
| Mejor defensora       | Rocio Campigli                             | Costa del Sol Málaga     |
| Máxima Goleadora      | Ona Vegué                                  | KH-7 Granollers          |
| Mejor Joven Promesa   | Paola Bernabé                              | visitelche.com Elche     |
| Mejor entrenador      | Jesus Gallardo "Suso"                      | Costa del Sol Málaga     |
| Mejor pareja arbitral | Javier Álvarez Mata y Yon Bustamante López |                          |